# المنصف ذويب
المنصف ذويب (ولد عام 1952 بصفاقس) ممثل ومخرج وكاتب سيناريو ومنتج تونسي. يعمل في كل من السينما والمسرح.
كان عضواً في الحركة التونسية للسينمائيين الهواة.

## فيلموغرافيا

### التمثيل
لعب دور خادمٍ في فيلم Misunderstood لجيري شاتسبرغ عام 1984.

### الإخراج

ملصق الفيلم التلفزة جاية للمخرج المنصف ذويب.

أخرج سلسلة من الأفلام القصيرة عام 1980.
- 1986, حمام الذهب، نص الهادي العباسي.
- 1989, الحضرة.
- 1992، يا سلطان المدينة من إنتاج أحمد بهاء.[1]
- 1995, تربة[2]
- 1999, قوايل الرمان من إخراج محمود بن محمود
- 2006, أخرج وأنتج التلفزة جاية من إنتاج المنارة

### المسرح
كما كتب ثلاث عروض انفرادية لاقت نجاحاً كبيراً في تونس، وهي:
- 1993, المكي وزكية[3]
- في هاك السردوك نريشو التي أداهما الأمين النهدي (تم عرض كل واحد منهما لأكثر من ست سنوات)
- 2008, مدام كنزة التي أدتها وجيهة الجندوبي.
- منسية في الانتخابات الرئاسية التي أدتها نعيمة الجاني.[4]

## جوائز
تحصل على جائزة أفضل فيلم قصير في الدورة السابعة لمهرجان السينما الأفريقية بميلانو (إيطاليا).

## روابط خارجية
- المنصف ذويب على موقع IMDb (الإنجليزية)
- المنصف ذويب على موقع قاعدة بيانات الأفلام العربية
- المنصف ذويب على موقع ألو سيني (الفرنسية)
- المنصف ذويب على موقع أول موفي (الإنجليزية)
- المنصف ذويب على موقع قاعدة بيانات الفيلم (الإنجليزية)
- المنصف ذويب على موقع كينوبويسك (الروسية)

- المنصف ذويب على IMDb